# Планковская звезда
Планковская звезда — гипотетический компактный астрономический объект, который образуется, когда плотность энергии коллапсирующей звезды достигает планковской плотности энергии
{\displaystyle \rho _{\text{P}}^{E}={\frac {E_{\text{P}}}{l_{\text{P}}^{3}}}={\frac {c^{7}}{\hbar G^{2}}}\approx } 4,59⋅10113 Дж/м3.
Предполагается, что в таких условиях пространство-время и гравитация квантуются и, исходя из принципа неопределённости Гейзенберга, возникает сила, препятствующая дальнейшему коллапсу. А именно, если гравитация и пространство-время действительно квантуются, то накопление массовой энергии внутри планковской звезды не может продолжаться, достигнув предела планковской плотности энергии, поскольку это нарушит принцип неопределённости для самого пространства-времени.
Главной особенностью планковской звезды (и принципиальным отличием от планковской чёрной дыры) является то, что сила отталкивания возникает при достижении планковской плотности энергии, а не длины Планка, то есть начинает действовать гораздо раньше. Эта отталкивающая сила достаточно сильна, чтобы остановить коллапс звезды при возникновении чёрной дыры задолго до возникновения истинной сингулярности в её центре. И хотя можно было бы ожидать, что отталкивающая сила будет действовать очень быстро, чтобы моментально обратить коллапс звезды вспять, на самом деле оказывается, что релятивистские эффекты чрезвычайно сильной гравитации создают экстремально сильный эффект замедления времени. Учитывая эффект замедления времени, для планковской звезды звёздной массы обращение коллапса вспять будет занимать больше времени, чем нынешний Возраст Вселенной, так что чёрная дыра звёздной массы для внешнего наблюдателя будет казаться стабильной. Элегантным совпадением является то, что уменьшение размера горизонта событий чёрной дыры за счёт квантовых эффектов при излучении Хокинга может быть рассчитано так, чтобы точно соответствовать временным масштабам гравитационных эффектов замедления времени по мере обращения коллапса планковской звезды.
В 2014 году Карло Ровелли и Франческа Видотто, используя теорию петлевой квантовой гравитации, показали что если гипотеза о существовании планковской звезды в чёрной дыре верна, то это разрешит проблему файервола чёрной дыры. Кроме того, размер планковской звезды значительно больше масштаба планковской длины, то есть имеется достаточно пространства для вмещения всей информации, записанной в чёрной дыре, которая может быть закодирована в планковской звезде, что позволяет избежать потери информации.
Таким образом, если существование планковских звёзд под горизонтом событий вместо сингулярностей будет доказано, это решит целый ряд важных вопросов и парадоксов, связанных с сингулярностью и чёрными дырами, таких как вопрос космической цензуры, исчезновение информации в чёрной дыре и проблему файервола чёрной дыры и излучение Хокинга.